# Дубровская волость (Егорьевский уезд)
Дубровская волость — волость в составе Егорьевского уезда Рязанской губернии, с 1919 года Спас-Клепиковского района (c 1921 по 1924 гг. Спас-Клепиковского уезда) Рязанской губернии, существовавшая до 1925 года.

## История
Дубровская волость существовала в составе Егорьевского уезда Рязанской губернии. Административным центром волости была деревня Дубровка. В 1919 году волость передана из Егорьевского уезда во вновь образованный Спас-Клепиковский район.  В ходе реформы административно-территориального деления СССР в 1929 году селения Дубровской волости вошли в Коробовский район Московской области.

## Состав
На 1885 год в состав Дубровской волости входило 1 село и 14 деревень.
| Вид     | Наименование  | Население, чел. (1858 год) | Население, чел. (1859 год) | Население, чел. (1885 год) | Население, чел. (1905 год) |
| ------- | ------------- | -------------------------- | -------------------------- | -------------------------- | -------------------------- |
| село    | Ильмяны       | -                          | 38                         | 50                         | 60                         |
| деревня | Шмельки       | 109                        | 109                        | 136                        | 200                        |
| деревня | Дубровка      | 779                        | 779                        | 1062                       | 1278                       |
| деревня | Красная горка | 92                         | 96                         | 140                        | 151                        |
| деревня | Подлесная     | 192                        | 192                        | 318                        | 343                        |
| деревня | Катчиково     | 93                         | 83                         | 121                        | 192                        |
| деревня | Митрониха     | 234                        | 227                        | 333                        | 361                        |
| деревня | Бородино      | 157                        | 168                        | 252                        | 326                        |
| деревня | Гришакино     | 196                        | 202                        | 308                        | 418                        |
| деревня | Шелагурово    | 108                        | 111                        | 200                        | 298                        |
| деревня | Ловчиково     | 141                        | 102                        | 227                        | 269                        |
| деревня | Харлампиево   | 570                        | 541                        | 671                        | 857                        |
| деревня | Обухово       | 279                        | 300                        | 401                        | 524                        |
| деревня | Пруды         | 118                        | 123                        | 129                        | 199                        |
| деревня | Голыгино      | 283                        | 276                        | 453                        | 598                        |

## Землевладение
Население составляли 18 сельские общины, из них 16 общин бывшие помещичьи крестьяне, одна община государственные крестьяне и одна полные собственники. Все общины имели общинную форму землевладения. 9 общин делили землю по ревизским душам, 8 общин по работникам или тяглам, и одна по наличным душам. В большинстве общин луга делились ежегодно, в остальных — одновременно с пашней. 
Многие общины арендовали вненадельную, преимущественно луговую землю. Домохозяева, имевшие арендную землю, составляли около 21% всего числа домохозяев волости. Душевые наделы очень редко сдавались в наём.

## Сельское хозяйство
Почва была супесчаная или песчаная. Луга в основном суходольные. Лес дровяной, в некоторых общинах был строевой. Крестьяне волости сажали рожь, овёс, гречиху и картофель. Овёс сеяли только в одной общине. Топили дровами и сучьями.

## Местные и отхожие промыслы
Основными местными промыслами были ткание кульков и плетение лаптей. В 1885 году тканием кульков занимались 119 мужчин и 175 женщин, а также дети. Плетением лаптей занимались 135 женщин. Кроме того в волости имелось 15 плотников, 8 печников, 17 торговцев, 11 мужчин делали корыта, 8 пчелинцев, 4 грабельщика, 5 кузнецов, 15 мастеровых и ремесленников и пр. В одной деревне женщины вязали сети.
Отхожие промыслы были значительны. В 1885 году на заработки уходили 1074 мужчин и 7 женщины. Всего уходило 85% мужчин рабочего возраста. Большинство из мужчин были плотники — 1014 человека. Из остальных промысловых 19 печников, 8 торговцев, 9 приказчиков, 3 извозчика, 2 мастеровых и пр. Плотники уходили в Московскую губернию, а также в разные уезды Рязанской губернии.

## Инфраструктура
В 1885 году в волости имелось 2 кирпичных завода, 2 маслобойни, 5 кузниц, 3 синильни, 3 крупорушки, 5 ветряных мельниц, 5 питейных заведений, 1 чайная и 4 мелочных лавки. Школа была только одна, в селе Ильмянах.